# Mohammad Mohammadi
Mohammad Mohammadi Barimanlu (pers. محمد محمدی بریمانلو ;ur. 24 stycznia 1994) – irański judoka. 
Brązowy medalista mistrzostw świata w 2018; uczestnik zawodów w 2017. Startował w Pucharze Świata w 2018 i 2019. Brązowy medalista igrzysk azjatyckich w 2018. Piąty na mistrzostwach Azji w latach 2017, 2019 i 2021 roku.